# Obsjtina Streltja
Obsjtina Streltja (bulgariska: Община Стрелча) är en kommun i Bulgarien.   Den ligger i regionen Pazardzjik, i den centrala delen av landet, 90 km öster om huvudstaden Sofia.
Följande samhällen finns i Obsjtina Streltja:
- Streltja

Trakten runt Obsjtina Streltja består till största delen av jordbruksmark. Runt Obsjtina Streltja är det ganska glesbefolkat, med 27 invånare per kvadratkilometer.